# Speakerboxxx/The Love Below
Speakerboxxx/The Love Below ist ein Doppelalbum des US-Rapduos OutKast und eines der erfolgreichsten Alben des neuen Jahrtausends. Es besteht praktisch aus zwei Soloprojekten, die aus marketingtechnischen Gründen zusammen veröffentlicht wurden: Speakerboxxx stammt von Big Boi, während The Love Below fast ausschließlich von André 3000 geschrieben wurde.

## Über die Alben
Speakerboxxx ist über 20 Minuten kürzer als The Love Below bei fast gleicher Songanzahl und hat eine deutlich längere Gästeliste. Während Big Boi überwiegend mit anderen Rappern, sowohl international erfolgreichen, als auch weiterhin Mitgliedern der Dungeon Family, arbeitete, wirken auf André 3000’s Album, abgesehen von Big Boi, ausschließlich Sängerinnen mit. Dies ist wohl Teil des Konzepts von The Love Below, die Liebe in ihren verschiedensten Formen zu schildern. Auf Speakerboxxx werden dagegen diverse Themen behandelt, unter anderem Big Bois Kindheit („Unhappy“), seine Beziehung zu André 3000 („Tomb of the Boom“, „Flip Flop Rock“), Kritik an den USA („War“) und traditionelles Storytelling („Knowing“). Neben modernen Beats sind auf den meisten Songs E-Gitarren, E-Bass und Keyboards zu hören. Auf mehreren Songs wurden zudem Hörner live eingespielt, Samples dagegen kaum benutzt. Auf The Love Below wurde teilweise ein ganzes Orchester verwendet. Die Instrumentierung der einzelnen Songs des Albums ist, ebenso wie die musikalischen Stile, sehr unterschiedlich.
Während André 3000 sein Album praktisch unabhängig von Big Boi entwickelte, wirkt er auch auf Speakerboxx als Sänger bzw. Produzent einiger Songs mit, auf beiden Alben sind somit auch „OutKast-Songs“ zu hören.

## Singles
Zwei Wochen vor dem Album wurden zeitgleich die Singles The Way You Move (aus Speakerboxxx) und Hey Ya! (aus The Love Below) veröffentlicht. Nachdem Hey Ya! neun Wochen in Folge an der Spitze der US Billboard Hot 100 stand (ebenso in Kanada, Brasilien, Schweden, Norwegen und Australien), wurde der Song von The Way You Move, das vorher acht Wochen auf Platz 2 lag, abgelöst. Im deutschsprachigen Raum war Hey Ya! mit Top-10-Platzierungen wesentlich erfolgreicher als The Way You Move. Hey Ya! war zudem der erste Song, der allein durch Downloads Platin-Status erreichte. 2004 erhielt der Song einen Grammy in der Kategorie Best Urban/Alternative Performance. Weiterhin war er als Record of the Year nominiert, das dazugehörige Video, basierend auf dem Auftritt der Beatles 1964 in der Ed Sullivan Show, in der Kategorie Best Short-Form Music Video.
Hey Ya! wurde unter anderem von Razorlight, Will Young und The BossHoss, The Way You Move von Earth, Wind & Fire zusammen mit Kenny G gecovert.
Das anschließend veröffentlichte Roses erreichte Platz 9 der US-Charts und Platz 21 der deutschen Singlecharts. Die nachfolgenden Singles GhettoMusick und Prototype konnten sich nicht mehr platzieren.

## Titelliste

### Speakerboxxx
1. Intro
  - Produziert von Cutmaster Swiff
2. GhettoMusick feat. André 3000
  - Produziert von André 3000
3. Unhappy
  - Produziert von Mr. DJ
4. Bowtie feat. Sleepy Brown & Jazze Pha
  - Produziert von Big Boi
5. The Way You Move feat. Sleepy Brown
  - Produziert von Carl Mo
  - Co-Produziert von Big Boi
6. The Rooster
  - Produziert von Carl Mo
  - Co-Produziert von Big Boi
7. Bust feat. Killer Mike
  - Produziert von Big Boi
8. War
  - Produziert von Mr. DJ
9. Church
  - Produziert von André 3000
10. Bamboo (Interlude)
11. Tomb of the Boom feat. Konkrete, Big Gipp und Ludacris
  - Produziert von Big Boi
12. E-Mac (Interlude)
13. Knowing
  - Produziert von Mr. DJ
  - Co-Produziert von Big Boi
14. Flip Flop Rock feat. Killer Mike & Jay-Z
  - Produziert von Big Boi
  - Co-Produziert von Mr. DJ
15. Interlude
16. Reset feat. Khujo Goodie & Cee-Lo
  - Produziert von Big Boi
17. D-Boi (Interlude)
18. Last Call feat. Slimm Calhoun, Lil Jon & The East Side Boyz und Mello
  - Produziert von André 3000
19. Bowtie (Postlude)

### The Love Below
Alle Songs produziert von André 3000, Roses produziert von André 3000 und Dojo5
1. The Love Below (Intro)
2. Love Hater
3. God (Interlude)
4. Happy Valentine’s Day
5. Spread
6. Where Are My Panties?
7. Prototype
8. She Lives in My Lap feat. Rosario Dawson
9. Hey Ya!
10. Roses feat. Big Boi
11. Good Day, Good Sir (Interlude)
12. Behold a Lady
13. Pink & Blue
14. Love in War
15. She’s Alive
16. Dracula’s Wedding feat. Kelis
17. My Favourite Things
18. Take Off Your Cool feat. Norah Jones
19. Vibrate
20. A Life in the Day of Benjamin André (Incomplete)

## Kritiken
Die Kritiken für Speakerboxxx/The Love Below, waren überwiegend positiv, wobei Speakerboxxx oft als konventionelles, typisches OutKast-Album, The Love Below dagegen als experimentell und exzentrisch beschrieben wurde.
Das E-Zine laut.de lobt beide Alben (4 von 5 Punkten), in erster Linie für ihren Abwechslungsreichtum, meint aber auch: 

„Nach Genuss des Doppelalbums fühlt man sich doch etwas erschlagen. Ihren Platz in der Hip Hop-History haben Outkast mit diesem Coup aber trotzdem sicher.“

Die Zeitschrift Rolling Stone kritisiert an Big Bois Speakerboxxx, dass es, im Gegensatz zu früheren OutKast-Alben keine Risiken einginge und daher nicht alle Möglichkeiten ausschöpfe. André 3000 dagegen versuche auf seinem Album noch exzentrischer zu sein, als er sowieso schon ist. Sie bewertet das Doppelalbum mit 3 von 5 möglichen Punkten.

Der All Music Guide kritisiert beide Alben außerordentlich positiv und vergibt ihnen 4,5 von 5 Punkten.

„Both records are visionary, imaginative listens, providing some of the best music of 2003, regardless of genre. (…) Big Boi and Andre 3000 took off in different directions from the same starting point, yet they wind up sounding unified because they share the same freewheeling aesthetic, where everything is alive and everything is possible within their music. That spirit fuels not just the best hip-hop, but the best pop music, and both Speakerboxxx and The Love Below are among the best hip-hop and best pop music released this decade. Each is a knockout individually, and paired together, their force is undeniable.“

RapReviews.com bewertet Speakerboxxx deutlich positiver (9 von 10 Punkten) als The Love Below (7 von 10 Punkten) und lobt Big Bois lyrische Steigerung, sowie seine „tadellose Atemkontrolle“. André 3000 habe sich dagegen deutlich zu weit von seinen Rap-Ursprüngen entfernt.

„(…) the two albums of this two disc set couldn't be any MORE different than night and day (…) What Speakerboxxx/The Love Below proves so perfectly is that what these two artists do best is work TOGETHER. (…) The chi has been broken, and yin and yang are FAR out of balance.“

## Kommerzieller Erfolg

### Chartplatzierungen
Das Doppelalbum war vor allem in den USA sehr erfolgreich und belegte dort als einziges OutKast-Album Platz 1 der Billboard 200. Mit 11 Millionen verkauften Einheiten (5,5 Millionen Doppelalben) in den USA ist es auf Platz 59 der dort meistverkauften Alben aller Zeiten. In den USA war 2004 lediglich das Album Confessions von Usher erfolgreicher.
| ChartsChartplatzierungen       | Höchstplatzierung | Wochen |
| ------------------------------ | ----------------- | ------ |
| Deutschland (GfK)              | 21 (44 Wo.)       | 44     |
| Österreich (Ö3)                | 28 (20 Wo.)       | 20     |
| Schweiz (IFPI)                 | 11 (39 Wo.)       | 39     |
| Vereinigte Staaten (Billboard) | 1 (56 Wo.)        | 56     |
| Vereinigtes Königreich (OCC)   | 8 (63 Wo.)        | 63     |

| ChartsJahrescharts (2003)      | Platzierung |
| ------------------------------ | ----------- |
| Vereinigte Staaten (Billboard) | 29          |

| ChartsJahrescharts (2004)      | Platzierung |
| ------------------------------ | ----------- |
| Deutschland (GfK)              | 66          |
| Vereinigte Staaten (Billboard) | 2           |
| Vereinigtes Königreich (OCC)   | 23          |

### Auszeichnungen für Musikverkäufe
| Land/Region                  | Auszeichnungen für Musikverkäufe (Land/Region, Auszeichnung, Verkäufe) | Verkäufe    |
| ---------------------------- | ---------------------------------------------------------------------- | ----------- |
| Australien (ARIA)            | 2× Platin                                                              | 140.000     |
| Dänemark (IFPI)              | 2× Platin                                                              | 40.000      |
| Deutschland (BVMI)           | Gold                                                                   | 100.000     |
| Europa (IFPI)                | Platin                                                                 | (1.000.000) |
| Japan (RIAJ)                 | Gold                                                                   | 100.000     |
| Kanada (MC)                  | Gold                                                                   | 50.000      |
| Neuseeland (RMNZ)            | 3× Platin                                                              | 45.000      |
| Norwegen (IFPI)              | Gold                                                                   | 20.000      |
| Schweden (IFPI)              | Gold                                                                   | 30.000      |
| Schweiz (IFPI)               | Gold                                                                   | 20.000      |
| Ungarn (MAHASZ)              | Gold                                                                   | 10.000      |
| Vereinigte Staaten (RIAA)    | 13× Platin                                                             | 6.500.000   |
| Vereinigtes Königreich (BPI) | 3× Platin                                                              | 900.000     |
| Insgesamt                    | 7× Gold · 14× Platin · 1× Diamant ·                                    | 7.960.000   |

### Auszeichnungen bei Musikpreisen
Bei den Grammy Awards 2004 gewannen OutKast mit Speakerboxxx/The Love Below die Preise in den Kategorien Best Rap Album und Album of the Year, womit zum ersten Mal in der Geschichte der Grammys einer der Hauptpreise an eine Rap-Gruppe vergeben wurde.

## Trivia
- Speakerboxxx/The Love Below ist das einzige Album von OutKast, für das Organized Noize keinen einzigen Song produziert haben.
- Die Songs „Bowtie“, „The Rooster“, und „Church“ aus Speakerboxxx, sowie „Take Off Your Cool“, „She Lives in My Lap“ und „Vibrate“ aus The Love Below sind im Musicalfilm Idlewild, in dem Big Boi und André 3000 die Hauptrollen spielen, zu hören.[32]